# Championnat de Pologne de football 1933
Navigation
Édition précédente Édition suivante
La saison 1933 du Championnat de Pologne de football est la douzième saison de l'histoire de la compétition. Cette édition a été remportée par le Ruch Chorzów, devant le Pogoń Lviv.

## Les clubs participants
| Club                  | Ville    |
| --------------------- | -------- |
| Czarni Lviv           | Lviv     |
| Garbarnia Cracovie    | Cracovie |
| KS Cracovia           | Cracovie |
| Legia Varsovie        | Varsovie |
| LKS Łódź              | Lódź     |
| Podgórze Cracovie     | Cracovie |
| Pogoń Lviv            | Lviv     |
| Ruch Chorzów          | Chorzów  |
| Warszawianka Varsovie | Varsovie |
| Warta Poznań          | Poznań   |
| Wisła Cracovie        | Cracovie |
| WKS Siedlce           | Siedlce  |

## Compétition

### Qualifications

#### Groupe Ouest
| Rang | Équipe                | Pts | J  | G | N | P | Bp | Bc | Diff |
| ---- | --------------------- | --- | -- | - | - | - | -- | -- | ---- |
| 1    | KS Cracovia           | 14  | 10 | 6 | 2 | 2 | 22 | 12 | +10  |
| 2    | Ruch Chorzów          | 14  | 10 | 7 | 0 | 3 | 23 | 13 | +10  |
| 3    | Wisła Cracovie        | 12  | 10 | 5 | 2 | 3 | 23 | 12 | +11  |
| 4    | Garbarnia Cracovie    | 12  | 10 | 5 | 2 | 3 | 16 | 18 | -2   |
| 5    | Warta Poznań          | 6   | 10 | 3 | 0 | 7 | 15 | 18 | -3   |
| 6    | Podgórze Cracovie (P) | 2   | 10 | 1 | 0 | 9 | 7  | 35 | -28  |

| Légende | Légende                                   |
| ------- | ----------------------------------------- |
|         | Qualification pour le "groupe Titre"      |
|         | Qualification pour le "groupe Relégation" |
|         | (P) : Promu                               |

#### Groupe Est
| Rang | Équipe                | Pts | J  | G | N | P | Bp | Bc | Diff |
| ---- | --------------------- | --- | -- | - | - | - | -- | -- | ---- |
| 1    | Pogoń Lviv            | 15  | 10 | 6 | 3 | 1 | 19 | 4  | +15  |
| 2    | Legia Varsovie        | 12  | 10 | 5 | 2 | 3 | 19 | 14 | +5   |
| 3    | ŁKS Łódź              | 11  | 10 | 5 | 1 | 4 | 15 | 9  | +6   |
| 4    | Czarni Lviv           | 10  | 10 | 4 | 2 | 4 | 12 | 13 | -1   |
| 5    | Warszawianka Varsovie | 9   | 10 | 2 | 5 | 3 | 8  | 9  | -1   |
| 6    | WKS Siedlce           | 3   | 10 | 1 | 1 | 8 | 15 | 20 | -5   |

| Légende | Légende                                   |
| ------- | ----------------------------------------- |
|         | Qualification pour le "groupe Titre"      |
|         | Qualification pour le "groupe Relégation" |
|         | (P) : Promu                               |

### Classement

#### Groupe Titre
| Rang | Équipe         | Pts | J  | G | N | P | Bp | Bc | Diff |
| ---- | -------------- | --- | -- | - | - | - | -- | -- | ---- |
| 1    | Ruch Chorzów   | 14  | 10 | 7 | 0 | 3 | 25 | 15 | +10  |
| 2    | Pogoń Lviv     | 13  | 10 | 6 | 1 | 3 | 29 | 16 | +13  |
| 3    | Wisła Cracovie | 13  | 10 | 5 | 3 | 2 | 15 | 9  | +6   |
| 4    | KS Cracovia    | 10  | 10 | 4 | 2 | 4 | 20 | 19 | +1   |
| 5    | ŁKS Łódź       | 6   | 10 | 2 | 2 | 6 | 11 | 27 | -16  |
| 6    | Legia Varsovie | 4   | 10 | 1 | 2 | 7 | 11 | 25 | -14  |

| Légende | Légende             |
| ------- | ------------------- |
|         | Champion de Pologne |
|         | (P) : Promu         |

#### Groupe Relégation
| Rang | Équipe                | Pts | J  | G  | N | P | Bp | Bc | Diff |
| ---- | --------------------- | --- | -- | -- | - | - | -- | -- | ---- |
| 1    | Warszawianka Varsovie | 12  | 10 | 5  | 2 | 3 | 22 | 16 | +6   |
| 2    | WKS Siedlce           | 11  | 10 | 5  | 1 | 4 | 18 | 20 | -2   |
| 3    | Warta Poznań          | 10  | 10 | 4  | 2 | 4 | 18 | 18 | 0    |
| 4    | Podgórze Cracovie     | 10  | 10 | 4  | 2 | 4 | 12 | 15 | -3   |
| 5    | Czarni Lviv           | 9   | 10 | 4  | 1 | 5 | 18 | 20 | -2   |
| 6    | Garbarnia Cracovie    | 8   | 10 | 13 | 2 | 5 | 22 | 21 | +1   |

| Légende | Légende                                               |
| ------- | ----------------------------------------------------- |
|         | Barrage de maintien face aux deux premiers de Klasa A |
|         | (P) : Promu                                           |

## Meilleurs buteurs
| # | Joueur                 | Équipe         | Buts |
| - | ---------------------- | -------------- | ---- |
| 1 | Artur Woźniak          | Wisła Cracovie | 18   |
| 2 | Stanisław Malczyk (pl) | KS Cracovia    | 16   |
|   | Edmund Giemsa          | Ruch Chorzów   | 15   |